# 東九州
東九州（ひがしきゅうしゅう）とは、九州地方を東西に分ける領域区分においてその東側の地域で、少なくとも大分県と宮崎県にまたがる広域を指す。具体的にどのような範囲を東九州に含めるかの定義は、場合によって様々である（#定義参照）。正式な地理区分としては用いられないが、企業の支店名や学校名などに使用される例が多い。有名な例では東九州自動車道がある。

## 定義
- 『コンサイス日本地名事典 第4版』においては、大分県と宮崎県を合わせた領域、あるいは日豊本線（福岡県北九州市の小倉駅から大分県、宮崎県を経由して鹿児島県鹿児島市の鹿児島駅に至る鉄道路線）の沿線が東九州と定義されている[1]。
- 東九州軸推進機構は、図版資料で、福岡県東部、熊本県北東部、大分県、宮崎県、鹿児島県東部（鹿児島市まで）を東九州軸地域として示している[2]。
- 西日本高速道路株式会社は、東九州自動車道に関する資料中の図において、福岡県東部、大分県、宮崎県、鹿児島県東部（霧島市国分地区、鹿児島市桜島まで）を東九州として示している。ただし、熊本県北東部を含めていない図もある[3]。東九州自動車道自体は、福岡県北九州市を起点に、大分県、宮崎県を経由し、鹿児島県鹿児島市に至る路線である（速見IC - 大分米良IC間は大分自動車道、加治木JCT - 鹿児島IC間は九州自動車道と重複している[4]）。
- 経済産業省九州経済産業局が設置した東九州軸産業戦略委員会においては、福岡県、大分県、宮崎県、鹿児島県各県の幹部職員を委員とし[5]、4県の数値の合計を東九州の統計値としているが[6]、同委員会での東九州の範囲の定義は明らかでない。

## 地理
東九州は、瀬戸内海（周防灘（豊前海）、伊予灘（別府湾））、豊後水道、太平洋（日向灘、志布志湾）、鹿児島湾に面し、沿岸部には北九州市、別府市、大分市、延岡市、宮崎市、鹿屋市、霧島市、鹿児島市、内陸部には都城市などの都市が所在する。
九州地方は梅雨期の降水量が多いが、東九州は台風の関係で秋雨機関の降水量が多い。
山
- 足立山、皿倉山（福岡県）、犬ヶ岳、英彦山（以上、福岡県・大分県）
- 八面山、両子山、由布岳、鶴見岳、九重連山（以上、大分県）、祖母山、傾山（以上、大分県・宮崎県）
- 韓国岳、霧島山（以上、宮崎県・鹿児島県）
- 桜島（鹿児島県）

河川
- 遠賀川（福岡県）、山国川（福岡県・大分県）
- 大分川、大野川、番匠川（以上、大分県）
- 五ヶ瀬川、小丸川、大淀川（以上、宮崎県）

### 主要都市
福岡県
- 北九州市、行橋市、田川市、飯塚市、直方市

大分県
- 中津市、宇佐市、日田市、別府市、大分市、豊後大野市、佐伯市

宮崎県
- 延岡市、日向市、西都市（および児湯郡高鍋町）、宮崎市、小林市、都城市、日南市

鹿児島県
- 志布志市、鹿屋市、霧島市、姶良市、鹿児島市

※ 定義によっては東九州に含まれない都市もある。

## 交通
中間に福岡市、熊本市などを擁し、早期に鹿児島本線の電化・複線化や九州自動車道の整備が行われた九州西部沿岸に比べ、大きな都市が少ない九州東部沿岸では日豊本線の高速化や高速道路の整備が大幅に遅れ、東九州はかつては裏九州、陸の孤島と呼ばれることもあった。しかし近年、高速道路の開通や鉄道の高速化によって交通の整備が進みつつある。
高速道路については沿岸部から着工が行われたのではなく、初めは九州自動車道から分岐する形で建設が進められた。宮崎県えびの市で分岐する宮崎自動車道（九州縦貫自動車道宮崎線の南端部）が全線開通したのは1981年（昭和56年）と比較的早かったが（但し、熊本・福岡方面との直結は1995年（平成7年）までかかった）、佐賀県鳥栖市から大分市を結ぶ大分自動車道（九州横断自動車道長崎大分線の東側）が全線開通したのは1996年（平成8年）であった。1998年（平成10年）には、福岡県北九州市から大分県、宮崎県の沿岸部を結び、鹿児島県鹿児島市に至る東九州自動車道が着工。2016年（平成28年）5月現在では、北九州市から宮崎市までの区間、及び鹿児島県鹿屋市から鹿児島市までの区間が供用中である。また、熊本県上益城郡嘉島町から宮崎県延岡市に至る九州中央自動車道（九州横断自動車道延岡線）は、全区間が新直轄方式によって建設が進められている。将来的には、宮崎自動車道や大分自動車道と並んで九州東岸地域と西岸地域を連絡する役割を担う路線である。
鉄道については、1979年（昭和54年）に日豊本線の全線電化が完成しているが、大分駅以南を中心に複線化されていない区間が残存している。その一方で、高速化が進められており、1995年（平成7年）と2001年（平成13年）には日豊本線の特急電車「ソニック」に振子式の新型車両883系及び885系が導入され、博多駅 - 大分駅間の所要時間が約20分短縮された。なお、新幹線の基本計画路線として東九州新幹線が計画されているものの、建設の目途は立っていない。

## 東九州の工業地帯（工業地域）
- 北九州工業地帯：福岡県北部 - 福岡県東部 - 大分県北部にかけて形成されている工業地帯（東九州以外では山口県中西部にまで及ぶ）
- 大分臨海工業地帯：大分県中部の沿岸部に広がる工業地帯
- 日向・延岡工業地域：宮崎県北部の延岡市 - 日向市で形成されている工業地域。特に、重要港湾である細島港周辺では細島臨海工業地域（細島臨海工業地帯）が造成されている。

上記のうち、北九州工業地帯および大分臨海工業地帯は太平洋ベルトに属している。
また、高度技術工業集積地域開発促進法（通称：テクノポリス法）によってテクノポリスに指定された地域では先端技術産業の集積が進んでおり、東九州に於いては県北国東地域（大分県）、宮崎地域（宮崎県）、国分隼人地域（鹿児島県）が指定地域となっている。

## 東九州を冠した主な企業・学校・道路等
- 東九州自動車道（福岡県・大分県・宮崎県・鹿児島県を結ぶ高速道路）
- 東九州新幹線（福岡県・大分県・宮崎県・鹿児島県を結ぶ新幹線の基本計画路線）
- 東九州コミュニティ放送（福岡県築上郡築上町）
- 東九州龍谷高等学校（大分県中津市）
- 東九州短期大学（大分県中津市）
- ネッツトヨタ東九州（本社：大分県大分市）
- 東九州石油株式会社（本社：大分県大分市、大分県・宮崎県にガソリンスタンド105店舗を展開）
- 三井造船株式会社東九州支店（大分県大分市）